# Villa Hidalgo kommun, Zacatecas
Villa Hidalgo är en kommun i Mexiko.   Den ligger i delstaten Zacatecas, i den centrala delen av landet, 400 km nordväst om huvudstaden Mexico City.
Följande samhällen finns i Villa Hidalgo:
- Villa Hidalgo
- El Refugio
- Colonia José María Morelos
- El Salitre
- Providencia
- Caballerías
- El Fraile
- Purísima del Rucio
- Los Reyes
- Monte Grande
- El Sotolillo
- La Cerca
- San Antonio del Bajío
- El Verde
- Villanueva
- Los Dávila
- San Gabriel
- San Antonio de la Cruz